# Marcel de Flers
 (mai 2021).
Si vous disposez d'ouvrages ou d'articles de référence ou si vous connaissez des sites web de qualité traitant du thème abordé ici, merci de compléter l'article en donnant les références utiles à sa vérifiabilité et en les liant à la section « Notes et références ».
Marcel de La Motte-Ango de Flers, né le 30 mai 1888 à Paris et mort le 14 mars 1945 au camp de concentration de Gusen (Autriche), est un centralien et résistant français pendant la Seconde Guerre mondiale.

## Biographie
Diplômé de l'École centrale Paris en 1912, il participe à la première guerre mondiale. Mobilisé en 1940, il est lieutenant-colonel d'aviation de réserve. Il s'engage dans la Résistance dans l'organisation Wisigoths-Lorraine et commande un secteur de l'Armée secrète. Il est arrêté en compagnie de son épouse Béatrice de Plœuc, et de la sœur de cette dernière Hélène de Plœuc le 22 septembre 1943 à Paris. Détenu à Compiègne, il est déporté le 22 janvier 1944 dans le camp de concentration de Buchenwald, puis il est transféré à Mauthausen, le 25 février 1944. Il est assassiné dans le camp de concentration de Gusen le 14 mai 1945.
Il était le fils d'Adrien Maximilien de La Motte-Ango de Flers (1850-1918), vicomte de Flers, et de Marthe Vitali.
Il fut maire de Landrévarzec (Finistère), de mars 1937 à septembre 1938.

## Décorations
- Officier de la Légion d'honneur
- Croix de guerre 1914-1918
- Croix de guerre 1939-1945
- Médaille de la Résistance française
- Médaille de la déportation et de l'internement pour faits de Résistance
- Medal of Freedom